# Biba (Uroševac)
Pour les articles homonymes, voir Biba.
Bibaj en albanais et Biba en serbe latin (en serbe cyrillique : Биба) est une localité du Kosovo située dans la commune/municipalité de Ferizaj/Uroševac, district de Ferizaj/Uroševac (Kosovo) ou district de Kosovo (Serbie). Selon le recensement kosovar de 2011, elle compte 1 180 habitants, dont une majorité d'Albanais.
Le village est également connu sous le nom albanais de Bibë.

## Démographie

### Évolution historique de la population dans la localité
| 1948 | 1953 | 1961 | 1971 | 1981 | 1991 | 2011  |
| ---- | ---- | ---- | ---- | ---- | ---- | ----- |
| 255  | 305  | 341  | 443  | 592  | 794  | 1 180 |

|  |